# Оскар, Ли
Ли́ О́скар Леви́тин (анг. Lee Oskar Levitin; род. 24 марта 1948, Копенгаген, Дания) — датский исполнитель на губной гармошке, автор песен и предприниматель, проживающий в США. Он наиболее известен своим давним участием в фанк-рок- группе War. Он является владельцем компании Lee Oskar Harmonica, которая занимается продажей губных гармошек.

## Карьера
Когда ему было шесть лет, Ли Оскар получил свою первую губную гармошку. В районе, где он вырос, у каждого ребенка была губная гармошка, но он был единственным, кто стал виртуозом игры на инструменте и решил превратить свое хобби в профессию. 
Когда Ли Оскару было 18 лет, он уехал в Соединенные Штаты, прибыв в Нью-Йорк, имея в кармане лишь губную гармошку. Он поддерживал себя в качестве уличного музыканта последовательно в Нью-Йорке, Торонто, Сан-Франциско и Лос-Анджелесе . В Сан-Франциско он встретил Эрика Бердона, который ушел из Eric Burdon and the Animals и искал новую группу. Он нашел его в The Nightshift, группе из Лос-Анджелеса. Бердон присоединился к этой группе вместе с Ли Оскаром. Они были единственными «белыми» участниками «черной» группы, которая была переименована в Eric Burdon and War .
Ли Оскар и саксофонист Чарльз Миллер сформировали духовую секцию новой группы. Часто они играли в унисон . Группа много гастролировала по Европе и США. В 1970 году она записала альбом Eric Burdon Declares «War» . Две песни с альбома были выпущены как синглы: Spill the Wine и Tobacco Road . В частности, Spill the Wine имел большой успех, заняв третье место в Billboard Hot 100 США. В декабре 1970 года группа записала двойной альбом The Black-Man's Burdon .
В 1971 году Эрик Бердон, с одной стороны, и Уор с Ли Оскаром, с другой, разошлись. Это случилось во время турне по Европе, когда Бурдону пришлось бросить учебу из-за истощения. Тур завершился без него.
Ли Оскар оставался с Уором до 1992 года.  Как и все остальные участники группы, он также иногда выступал в качестве певца. Успешные альбомы этого периода включают The World Is a Ghetto (1 в Billboard 200 ), Deliver the Word, Why Can't We Be Friends? и платиновый джаз . Самым успешным синглом группы стал The Cisco Kid, занявший второе место в Billboard Hot 100. Оскар также выпустил четыре сольных альбома в период с 1976 по 1981 год, многие из которых он написал сам: Lee Oskar (1976), Before the Rain (1978), My Road, Our Road (1980) и Free . Последний альбом, на котором Оскара сопровождает японская группа Furasawa, полностью инструментальный. Четыре альбома привлекли мало внимания.
В 1983 году Ли Оскар основал собственную компанию по продаже гармоник: Lee Oskar Harmonica. В ассортименте компании есть разные типы губных гармошек, которые подходят для разных музыкальных жанров: блюз, фолк, рок, кантри, хип-хоп, регги, ска и так далее. Производство передано на аутсорсинг японской компании Tombo. 
После ухода из War он записал четыре сольных альбома: «The Sunny Days» (1996), «Live at the Pitt Inn» (1997), « So Much in Love» (1997) и « Sublimation » (2002). В середине 1990 -х был подан иск по имени Война. Название было присвоено Джерри Гольдштейну, продюсеру группы. Ли Оскар хотел создать новую группу под названием War, но это было уже невозможно. Вместо этого он сформировал новую группу с тремя другими бывшими участниками War, Гарольдом Брауном (ударные), Ховардом Скоттом (гитара) и Моррисом Дикерсоном (бас), под названием Lowrider Band.  Группа до сих пор активна.
В 2003 году Оскар был занесен в Зал славы кантри-музыки Old Time в Америке .

## Авторство
- Ли Оскар был одним из авторов сингла Timber 2013 года рэпера Pitbull и певицы Ke$ha.